# Hullabaloo Over Georgie and Bonnie's Pictures
Hullabaloo Over Georgie and Bonnie's Pictures is een Brits-Indiase dramafilm uit 1978 onder regie van James Ivory.

## Verhaal
Een dievenbende valt een Indiaas paleis binnen om er een verzameling waardevolle schilderijen te stelen. Onder de dieven bevinden zich de curator Lady Gee, de maharadja en zijn zus Bonnie, die de schilderijen wil verkopen aan het veilinghuis Sotheby's.

## Rolverdeling
| Acteur          | Personage   |
| --------------- | ----------- |
| Peggy Ashcroft  | Lady Gee    |
| Larry Pine      | Clark Haven |
| Saeed Jaffrey   | Sri Narain  |
| Victor Banerjee | Georgie     |
| Aparna Sen      | Bonnie      |
| Jane Booker     | Lynn        |
| Jins Shamsuddin | Doofstomme  |
| Jenny Beavan    | Gouvernante |
| Aladdin Langa   | Bediende    |